# Amphoe Kosum Phisai
Amphoe Kosum Phisai (thaï : โกสุมพิสัย) est un amphoe de la province de Maha Sarakham.